# Ethereum
Ethereum je druga največja platforma za kriptovalute po tržni kapitalizaciji za Bitcoinom. Ethereum je odprtokoden in temelji na tehnologiji blokverige. Tako kot Bitcoin je tudi Ethereum decentralizirano omrežje in ga ne nadzoruje centralna organizacija, kar omogoča anonimno izvajanje spletnih plačil brez potrebe po banki ali tretji osebi. Za označevanje menjalnih enot Ethereum se uporabljata okrajšava ETH in grška črka ksi (Ξ). Frakcije imajo svoja imena: 1/1000 – finney, 1/106 – szabo, 1/1018 – wei. Zanimanje za platformo so pokazale različne organizacije, vključno z Microsoftom, IBM, JPMorgan Chase. Bloomberg Businessweek trdi, da lahko programsko opremo, ki jo distribuira Ethereum, uporabljajo vsi, ki iščejo zaščito pred posegi. Varnost poslovanja izboljša dejstvo, da so pogoji določeni v pametni pogodbi, ki je vdelana v blokverigi. Kot vsako drugo kriptovaluto je tudi Ethereum mogoče kupiti, prodati, plačati in zamenjati. Tehnologija Ethereum omogoča posnemanje transakcij s katerimkoli sredstvom na porazdeljeni osnovi v pogodbah tipa blokverige brez uporabe tradicionalnih pravnih postopkov. Ethereum se aktivno trguje na borzah kriptovalut. Njegova skupna kapitalizacija je februarja 2021 presegla 180 milijard dolarjev.
Ethereum si je leta 2013 zamislil programer Vitalik Buterin. Med drugimi ustanovitelji so bili Gavin Wood, Charles Hoskinson, Anthony Di Iorio in Joseph Lubin. Leta 2014 se je začel razvoj programja, podprt z množičnim financiranjem, omrežje pa je zaživelo 30. julija&nbps;2015. Ethereum omogoča vsakomur nameščanje trajnih in nespremenljivih [[decentralizirana aplikacija|decentraliziranih aplikacij], s katerimi lahko uporabniki interagirajo. Ena glavnih funkcij Ethereuma so pametne pogodbe. Pametne pogodbe Ethereum izvaja virtualni stroj Ethereum ali EVM (navidezni stroj Ethereum). Decentralizirane finančne aplikacije (DeFi aplikacije) omogočajo širok nabor finančnih storitev, pri katerih ni potrebna udeležba finančnih posrednikov, kot so borzni posredniki, organizirani trg vrednostnih papirjev ali banke, npr. izposojanje glede na imetje ali oddajanje imetja za obresti. Ethereum uporabnikom omogoča tudi ustvarjanje in izmenjevanje NFT-jev, tj. enoličnih žetonov, ki predstavljajo lastništvo povezanega sredstva ali privilegija. Poleg tega številne kriptovalute uoorabljajo standard žetona ERC-20 na temelju blokverige Etherum in so platformo uporabile za začetno ponudbo kovancev.
Rudarjenje Ethereuma je bilo do septembra 2022 podobno rudarjenju Bitcoina. 15. septembra 2022 je dotedanji konsenzni mehanizem dokazovanja dela (PoW, proof-of-work) v procesu nadgradnje, imenovanem »Merge« (Združitev), zamenjal mehanizem dokazovanja deleža. Švicarska neprofitna fundacija Ethereum Foundation (Stiftung Ethereum), ki promovira Ethereum, ocenjuje, da se bo s tem poraba energije za delovanje platforme zmanjšala za do 99,95 %, kar pomeni ocenjeni letni prihranek 110 TWh (110 milijard kilovatnih ur). Pri nadgradnji ni potrebno sodelovanje uporabnikov platforme Ethereum. Novo omrežje z dokazovanjem deleža se imenuje Beacon Chain, njegovo varnost pa zagotavljajo potrjevalci, ki zbirajo eter (Ether).